# Käte Strobel

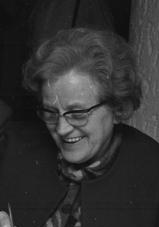
Käte Strobel

Käte Strobel, (Núremberg 1907 - 1996) fue una política alemana socialdemócrata.

## Biografía
Nació y creció en el barrio denominado Gartenstadt, en Núremberg. Desde muy joven participó como simpatizante y como afiliada al grupo de la juventud socialdemócrata, los Falken. En 1933 fue testigo de la quema de libros por parte de simpatizantes y militantes nazis en la plaza central de Núremberg. Estuvo casada con Hans Strobel, de quien tomó su apellido. Al nacer llevaba como apellido el de Müller.

## Carrera política
En 1949 fue elegida como parlamentaria por el partido SPD Socialdemócrata. También participó como parlamentaria dentro de la Comunidad Europea, en Bruselas.
En 1966 el canciller alemán Willy Brandt la incorporó a su gabinete como Ministra Federal de Salud. En 1969 también fue designada Ministra de Juventud, Familia y Salud de la República Federal de Alemania.

## Logros y distinciones
Entre sus logros como ministra se cuentan: la creación del llamado Kindergeld, subsidio por hijos que se concede en Alemania, el Bafög, el subsidio para la formación universitaria, el impulso de la educación sexual en las escuelas y colegios. Igualmente como Ministra impulsó la creación de premios para los autores o autoras de literatura infantil y juvenil.
En 1980 fue declarada Ciudadana de Honor de la ciudad de Núremberg.